# Lista de estádios de futebol do Distrito Federal
Esta é uma lista dos estádios de futebol do Distrito Federal brasileiro, com um breve resumo de suas informações.

## Estádios em atividade
| Estádio                                     | Nome popular                           | Capacidade | Localidade         | Proprietário                | Time                                                                                          | Inauguração            | Ref   |
| ------------------------------------------- | -------------------------------------- | ---------- | ------------------ | --------------------------- | --------------------------------------------------------------------------------------------- | ---------------------- | ----- |
| Estádio Adonir José Guimarães               |                                        | 12.000     | Planaltina         | Governo do Distrito Federal | Planaltina EC                                                                                 |                        |       |
| Estádio Antônio Otoni Filho                 | CAVE                                   | 22.000     | Guará              | Governo do Distrito Federal | Botafogo-DF, Brasília V8 (futebol americano), Guará e Tubarões do Cerrado (futebol americano) | 1978                   |       |
| Estádio Augustinho Lima                     |                                        | 15.000     | Sobradinho         | Governo do Distrito Federal | Sobradinho                                                                                    | 2006                   |       |
| Estádio Chapadinha                          |                                        | 3.000      | Brazlândia         | Governo do Distrito Federal | Grêmio Brazlândia                                                                             |                        |       |
| Estádio Ciro Machado do Espírito Santo      | Defelê                                 | 1.500      | Brasília           | Unidade de Vizinhança       | Real Brasília                                                                                 | 1959                   |       |
| Estádio Elmo Serejo Farias                  | Boca do Jacaré, Serejão                | 27.000     | Taguatinga         | Governo do Distrito Federal | Brasiliense e Taguatinga                                                                      |                        | [ 1 ] |
| Estádio Francisco Pires                     | Ninho do Carcará                       | 1.000      | Cruzeiro           | Governo do Distrito Federal | ARUC e Cruzeiro                                                                               |                        |       |
| Estádio JK Paranoá                          | JK                                     | 6.000      | Paranoá            | Capital Clube de Futebol    | Capital e Paranoá                                                                             | 12 de dezembro de 2002 |       |
| Estádio Joaquim Domingos Roriz              | Estádio Regional de Samambaia, Rorizão | 6.000      | Samambaia          | Governo do Distrito Federal | Samambaia                                                                                     | 14 de agosto de 1994   | [ 3 ] |
| Estádio Maria de Lourdes Abadia             | Estádio Regional de Ceilândia, Abadião | 5.000      | Ceilândia          | Governo do Distrito Federal | Ceilandense e Ceilândia                                                                       | 17 de julho de 1983    |       |
| Estádio Nacional de Brasília Mané Garrincha | Estádio Nacional, Mané Garrincha       | 72.788     | Brasília           | Governo do Distrito Federal | Brasília e Legião                                                                             | 10 de março de 1974    | [ 4 ] |
| Estádio Vasco Viana de Andrade              | Estádio da Metropolitana               | 3.000      | Núcleo Bandeirante | Governo do Distrito Federal |                                                                                               |                        |       |
| Estádio Walmir Campelo Bezerra              | Bezerrão                               | 20.310     | Gama               | Governo do Distrito Federal | Gama                                                                                          | 9 de outubro de 1977   |       |

## Extintos ou desativados
| Estádio                             | Nome popular      | Capacidade | Localidade         | Proprietário                                              | Ex-mandante                                   | Inauguração           | Demolição | Ref               |
| ----------------------------------- | ----------------- | ---------- | ------------------ | --------------------------------------------------------- | --------------------------------------------- | --------------------- | --------- | ----------------- |
| Estádio 21 de Abril                 |                   |            | Planaltina         |                                                           | Planaltina EC                                 |                       |           |                   |
| Estádio Adolfo Rizza                |                   |            | Núcleo Bandeirante |                                                           | Colombo                                       |                       |           |                   |
| Estádio Cultural Mariana            |                   |            | Gama               |                                                           | Carioca, Civilsan, Coenge, Mariana e Planalto |                       |           |                   |
| Estádio Duílio Costa                |                   | 700        | Brasília           |                                                           | Planalto                                      | 14 de janeiro de 1959 |           |                   |
| Estádio Edson Arantes do Nascimento | Pelezão           | 35.000     | Guará              | Paulo Octávio Investimentos Imobiliários e Via Engenharia | CEUB                                          | 31 de março de 1966   | 2009      |                   |
| Estádio Emílio Garrastazu Médici    | Presidente Médici |            | Brasília           |                                                           | Campineira                                    |                       |           |                   |
| Estádio Israel Pinheiro             |                   |            | Guará              |                                                           | 1.º de Maio, Colombo, Defelê e Guará          |                       |           |                   |
| Estádio Paulo Linhares              |                   |            | Brasília           |                                                           | Colombo e Rabello                             |                       |           |                   |
| Estádio Aristóteles Góes            |                   |            | Brasília           |                                                           | Colombo, Nacional e Vila Matias               |                       |           |                   |
| Estádio Definitivo do Gama          |                   |            | Gama               | Gama A.C. (Repassado a administração regional)            | Gama A.C., Mariana, Gaminha e Coenge          | 1963                  | 1976      | [ 5 ] [ 6 ] [ 7 ] |
| Estádio Rui Rossas do Nascimento    |                   |            | Taguatinga         |                                                           | EC Brasília, Flamengo de Taguatinga e ADT     |                       |           | [ 8 ]             |